# Окружна (станція МЦК)
Окружна (рос. Окружная) — зупинний пункт/пасажирська платформа Малого кільця Московської залізниці, що обслуговує маршрут міського електропоїзда — Московське центральне кільце. Відкрита 10 вересня 2016 року разом з відкриттям пасажирського руху електропоїздів МЦК.

## Розташування та пересадки
Платформа розташована у Північному адміністративному окрузі, на межі Бескудниковського та Тимірязєвського районів, між Станційною вулицею та Сигнальним проїздом, в районі перехрестя Локомотивного проїзду та Станційної вулиці.
Платформа має наземну непряму пересадку на однойменну платформу приміських електропоїздів Савеловського напрямку МЗ. На кінець 2021 року триває будівництво транспортно-пересадного вузла.

### Пересадки
- Станцію залізничну та МЦД  Окружна
- Автобуси 82, 154, 194, 282, 524, 677к, т36

## Технічні особливості
Пасажирський зупинний пункт МЦК має дві високі платформи з напівкруглими навісами — берегову та острівну. Берегова платформа одноколійна, її використовують для зупинки електропоїздів, прямуючих за годинниковою стрілкою; острівна платформа двоколійна, внутрішню колію використовують для зупинки електропоїздів, прямуючих проти годинникової стрілки. Вхід на платформи здійснюють через надземний вестибюль білого кольору, в який інтегровані касово-турнікетні павільйони і пішохідний перехід над колією МКМЗ, що дає можливість перейти на протилежну платформу. Розташування турнікетів дозволяє користуватися вестибюлем як звичайним надземним пішохідним переходом, що дозволяє безкоштовно перейти зі Станційної вулиці на Сигнальний проїзд і назад. На станції заставлено тактильне покриття.